# Planulinella
Planulinella es un género de foraminífero bentónico considerado un sinónimo posterior de Almaena de la subfamilia Almaeninae, de la familia Almaenidae, de la superfamilia Nonionoidea, del suborden Rotaliina y del orden Rotaliida. Su especie tipo era Planulinella escornebovensis. Su rango cronoestratigráfico abarcaba el Aquitaniense (Mioceno inferior).

## Clasificación
Planulinella incluía a las siguientes especies:
- Planulinella alticosta †
- Planulinella escornebovensis †